# جولین راتر
جولین راتر (انگلیسی: Julian Rotter؛ ۲۲ اکتبر ۱۹۱۶ – ۶ ژانویهٔ ۲۰۱۴) یک نظریه‌پرداز، پژوهشگر و متخصص در زمینه روان‌شناسی اهل ایالات متحده آمریکا بود.
شهرت او به واسطهٔ آثار مهمش در زمینهٔ نظریه یادگیری اجتماعی و کانون کنترل است.
بر پایه‌ٔ گزارش مجله روان‌شناسی عمومی در سال ۲۰۰۲ میلادی، او شصت و چهارمین روان‌شناس قرن بیستم از لحاظ بیشترین استناد در مقالات روان‌شناسی است.